# درژنگا سولسکا
درژنگا سولسکا (به لهستانی:  Dereźnia Solska) یک روستا در لهستان است که در گمینا بیوگورای واقع شده‌است. درژنگا سولسکا ۵۲۶ نفر جمعیت دارد.